# Oselce
Oselce è un comune della Repubblica Ceca facente parte del distretto di Plzeň-jih, nella regione di Plzeň.

## Monumenti e luoghi d'interesse
- Chiesa della Natività della Vergine Maria nella frazione di Kotouň.
- Castello di Oselce